# Louve romaine
Dans le mythe de la fondation romaine, la louve romaine (lupa en latin) était une louve d'Italie, qui a nourri et hébergé les jumeaux légendaires Romulus et Remus.

## Présentation de la légende
Généralement présentés comme fils de la vestale Rhéa Silvia (aussi appelée Ilia) et du dieu Mars, ces frères furent abandonnés à leur naissance dans la nature par décret d'Amulius. Ce roi usurpateur d'Albe la Longue voulait éliminer les petits-enfants héritiers de son frère Numitor, le roi légitime. L'animal prit alors soin des nourrissons dans sa tanière, une grotte connue sous le nom de Lupercal, jusqu'à ce qu'ils soient découverts par le berger Faustulus et sa femme Larentia. Romulus deviendra plus tard le fondateur et le premier roi de Rome. L'image de la louve allaitant les jumeaux est un symbole de Rome depuis l'Antiquité et est l'une des icônes les plus reconnaissables de la mythologie antique.
Cependant, certaines sources qui rapportent cette histoire, présentées ci-dessous (Histoire de Rome depuis sa fondation, Vie de Romulus et Origo gentis Romanae), soulignent que Larentia était une prostituée. Comme la louve, elle était désignée sous le nom de lupa (qui a donné le mot « lupanar »), ce qui serait l'origine de la légende.

## Sources littéraires
Les différentes versions de ce mythe se basent sur des travaux d'historiens dont les travaux sont perdus ou subsistent sous forme de fragments.

### Tite-Live,Histoire de Rome depuis sa fondation
Tite-Live, historien romain, dans son Histoire de Rome depuis sa fondation (Ier siècle av. J.-C.), raconte :

« Mais les destins devaient sans doute au monde la naissance d'une ville si grande, et l'établissement de cet empire, le plus puissant après celui des dieux. Devenue par la violence mère de deux enfants, soit conviction, soit dessein d'ennoblir sa faute par la complicité d'un dieu, la Vestale attribue à Mars cette douteuse paternité. Mais ni les dieux ni les hommes ne peuvent soustraire la mère et les enfants à la cruauté du roi : la prêtresse, chargée de fers, est jetée en prison, et l'ordre est donné de précipiter les enfants dans le fleuve. Par un merveilleux hasard, signe éclatant de la protection divine, le Tibre débordé avait franchi ses rives, et s'était répandu en étangs dont les eaux languissantes empêchaient d'arriver jusqu'à son lit ordinaire ; cependant, malgré leur peu de profondeur et la tranquillité de leur cours, ceux qui exécutaient les ordres du roi les jugèrent encore assez profondes pour noyer des enfants. Croyant donc remplir la commission royale, ils les abandonnèrent aux premiers flots, à l'endroit où s'élève aujourd'hui le figuier Ruminal, qui porta, dit-on, le nom de Romulaire. Ces lieux n'étaient alors qu'une vaste solitude. S'il faut en croire ce qu'on rapporte, les eaux, faibles en cet endroit, laissèrent à sec le berceau flottant qui portait les deux enfants : une louve altérée, descendue des montagnes d'alentour, accourut au bruit de leurs vagissements, et, leur présentant la mamelle, oublia tellement sa férocité, que l'intendant des troupeaux du roi la trouva caressant de la langue ses nourrissons. Faustulus (c'était, dit-on, le nom de cet homme) les emporta chez lui et les confia aux soins de sa femme Larentia. Selon d'autres, cette Larentia était une prostituée à qui les bergers avaient donné le nom de Louve ; c'est là l'origine de cette tradition merveilleuse. Telles furent la naissance et l'éducation de ces enfants. À peine arrivés à l'âge de l'adolescence, ils dédaignent l'oisiveté d'une vie sédentaire et la garde des troupeaux ; la chasse les entraîne dans les forêts d'alentour. Mais, puisant dans ces fatigues la force et le courage, ils ne se bornent plus à donner la chasse aux bêtes féroces ; ils attaquent les brigands chargés de butin, et partagent leurs dépouilles entre les bergers. Une foule de jeunes pâtres, chaque jour plus nombreuse, s'associe à leurs périls et à leurs jeux. »

— Livre I, IV.

### Denys d'Halicarnasse,Antiquités romaines
Denys d'Halicarnasse, historien grec, cite plusieurs historiens dans ses Antiquités romaines (Ier siècle av. J.-C.) pour livrer sa version de la légende :

« Mais en ce qui concerne les enfants d'Ilia, Quintus Fabius, dit Pictor, Lucius Cincius, Porcius Caton, Calpurnius Pison et la plupart des autres historiens qui suivirent écrivent ceci : Sur ordre d'Amulius des domestiques prirent les bébés dans une corbeille et les portèrent au fleuve, éloigné environ de cent vingt stades de la ville, avec l'intention de y jeter. 
Mais quand ils approchèrent et qu’ils virent que le Tibre, gonflé par les pluies continuelles, avait abandonné son lit normal et avait débordé dans les plaines, ils descendirent du Palatin vers cette partie de l'eau qui était la plus proche (ils ne pouvaient s’avancer plus loin) et déposèrent la corbeille là où l'inondation touchait le pied de la colline. La corbeille flotta un certain temps, et puis, comme les eaux se retiraient par degrés de ses limites extrêmes, elle heurta une pierre et, se retournant, elle projeta les bébés, qui pleurnichaient et se vautraient dans la boue. 
Alors une louve qui venait de mettre bas apparut : elle avait ses mamelles gonflées de lait, elle leur donna ses tétines à sucer et avec sa langue lécha la boue dont ils étaient couverts. Au même moment des bergers par hasard conduisaient justement leurs troupeaux au pâturage (l'endroit était maintenant devenu praticable) et l’un d'eux, voyant la louve caressant les bébés, fut pendant un moment béat d’étonnement et d’incrédulité en voyant cela. Puis il retourna et réunit le plus qu’il pouvait de ses camarades qui gardaient leurs troupeaux aux environs (ils ne crurent pas ce qu’il disait), il les mena voir la chose elle-même. 
Quand ceux-ci approchèrent également et virent la louve s'occupant des bébés comme s’ils avaient été ses jeunes et les bébés s'accrochant à elle comme si elle était leur mère, ils pensèrent qu’ils voyaient une chose surnaturelle et s’avancèrent plus près, criant pour terrifier la créature. La louve, cependant, loin d’être exaspérée de l'approche des hommes, mais comme si elle était docile, s’éloigna lentement des bébés et s’en alla sans prêter attention à la cohue des bergers. 
Alors il y avait non loin de là un endroit sacré, recouvert d’un bois épais, et d'une roche creuse de laquelle jaillissaient des sources ; on disait que ce bois était consacré à Pan, et il y avait là un autel de ce dieu. C’est à cet endroit que la louve vint se cacher. Ce bois n’existe plus, mais la caverne où coulent les sources est encore présente, construite sur le côté du Palatin sur la route qui mène au cirque, et tout près il y a une enceinte sacrée dans laquelle se trouve une statue commémorant l’événement ; elle représente une louve allaitant deux enfants en bas âge, les figures sont en bronze et d’exécution ancienne. On dit que cet endroit est un sanctuaire des Arcadiens qui autrefois y habitèrent avec Évandre. 
Dès que la bête s’en fut allée, les bergers prirent les bébés, et croyant que le dieu désirait qu’ils soient sauvés, ils les emportèrent. »

— livre I, LXXIX.

### Ovide,Fastes
Ovide, poète romain, évoque la légende brièvement dans ses Fastes (parues vers l'an 15) :

« Le pivert, oiseau de Mars, et une louve combattent pour les arbres jumeaux, et ce secours les a sauvés tous deux. »

— Livre III.

### Plutarque
Plutarque, biographe grec, dans sa Vie de Romulus (publiés dans ses Vies parallèles, composées entre 100 et 120), raconte cette légende, qu'il lie à la fête des Lupercales :

« Cet homme [Tératius] les exposa sur le bord du fleuve ; et là, une louve accourut pour donner la mamelle aux deux enfants, et des oiseaux de toute sorte leur apportèrent la becquée. Cela dura jusqu’au jour où un bouvier s’en aperçut : tout émerveillé, il prit la hardiesse de s’approcher, et il emporta les enfants.
[…]
C’est là que les deux enfants, posés ainsi à terre, furent allaités par la louve, et qu’un pivert venait partager avec elle le soin de les nourrir et de les garder. Ces deux animaux passent pour être consacrés à Mars ; et les Latins honorent le pivert d’un culte particulier. Aussi ne manqua-t-on point d’ajouter foi au témoignage de la mère, que les deux enfants étaient nés du dieu Mars. Quelques auteurs disent que c’était erreur chez elle : Amulius, qui lui avait ravi sa virginité, serait entré dans sa prison tout armé, pour lui faire violence. D’autres veulent aussi que le nom de la nourrice ait été, par l’effet d’une équivoque, l’occasion de cette fable. Les Latins appelaient louves et les femelles des loups et les femmes qui se prostituent : or, telle était la femme de ce Faustulus, qui avait élevé chez lui les enfants. Elle se nommait d’ailleurs Acca Larentia. Les Romains lui font encore des sacrifices : au mois d’avril, le prêtre de Mars fait, en son honneur, des libations funèbres ; et la fête se nomme Larentia.
[…]
Les noms de Romulus et de Remus leur vinrent, dit-on, du mot [ ruma ] qui signifie mamelle, parce qu’on avait vu la louve les allaiter.
[…]
Nous avons déjà parlé de la fête des Palilies. Celle des Lupercales, à en juger par le temps où elle se célèbre, est une fête d’expiation : c’est un des jours néfastes du mois de février ; et le nom même de ce mois signifie expiatif. Ce jour s’appelait anciennement Februata. Le nom de Lupercales veut dire fête des loups : cela prouve, pense-t-on, qu’elle est très-ancienne, et qu’elle date des Arcadiens, compagnons d’Évandre. Ce n’est pas là une raison. Ce nom peut venir de la louve qui allaita Romulus ; et, en effet, nous voyons que les Luperques commencent leurs courses à l’endroit même où Romulus, dit-on, fut exposé. »

L'helléniste français Alexis Pierron, dans sa traduction de l'ouvrage, souligne dans une note que Picus, un des anciens rois du Latium, que les Romains adoraient comme des dieux, passait pour avoir été changé en pivert.

### Origo gentis Romanae
Origo gentis Romanae, ouvrage anonyme du IVe siècle, narre ceci :

« Dès qu’il sut que la prêtresse avait accouché de deux jumeaux, le roi Amulius ordonna immédiatement qu’ils soient portés au bord du fleuve, et abandonnés.
Ceux chargés d’exécuter l’ordre placèrent les enfants dans une petite barque, et les abandonnèrent dans le Tibre, au pied du Palatin, où un étang s’était formé, en raison des pluies abondantes. Faustulus, un porcher de la région, les aperçut en train d’exposer les enfants ; lorsque les eaux se furent retirées, il vit que la petite barque avec les enfants s’était immobilisée auprès d’un figuier. Attirée par les pleurs des bébés, une louve, qui venait de mettre bas, commença par les lécher, puis elle leur offrit ses mamelles afin de les soulager. Alors Faustulus s’approcha, recueillit les petits et les porta à sa femme, Acca Larentia, pour qu’elle les nourrisse, comme l’écrivent Ennius dans son premier livre, et (Lucius) César dans le second.
Certains ajoutent que, tandis que Faustulus observait encore, un pivert également vola vers les enfants, le bec plein de nourriture, qu’il leur donna ; d’où la conviction que le loup et le pivert sont placés sous la protection de Mars. L’arbre, près duquel les enfants furent abandonnés dans le fleuve, est appelé « figuier ruminal », parce que sous son ombre le bétail a l’habitude de ruminer pendant le repos de l’après-midi.
Valérius raconte au contraire qu’Amulius confia les enfants nés de Rhéa Silvia à son esclave Faustulus pour qu’il les supprime ; mais celui-ci, prié par Numitor de n’en rien faire, les donna à élever à Acca Larentia, sa maîtresse, qu’on appelait « louve », parce qu’elle avait l’habitude de se prostituer pour de l’argent.
On sait en effet que ce terme désigne les femmes qui font commerce de leur corps, et de là vient l’usage d’appeler lupanars les lieux où elles sont logées. »

— XX, 2. à XXI, 2.

## Comparaison avec d'autres mythes
Le loup occupa une place particulière auprès d'autres peuples italiques que les Romains. Une légende rapportée par l'historien grec Strabon dans sa Géographie (écrite entre 20 av. J.-C. et 23 apr. J.-C.) raconte que le peuple Hirpin doit son nom au loup :

« Les Hirpins, qui succèdent aux Samnites, sont eux-mêmes originaires du Samnium ; leur nom vient de ce que la colonie aurait eu soi-disant un loup pour guide : le mot hirpos, en effet, signifie loup dans la langue des Samnites. Le territoire des Hirpins se prolonge jusqu'à la Haute-Lucanie. »

— Livre V, chapitre IV, 12.
Dans la mythologie grecque, il existe aussi l'histoire d'une mère louve, comme le raconte Aristote dans son Histoire des animaux (vers 343 av. J.-C.). Léto, la mère d'Apollon, aurait donné naissance à ce dernier sous la forme de cet animal, pour échapper à Héra :

« On prétend que toutes les louves, sans exception, mettent bas, chaque année, dans l'espace de douze jours. L'explication mythologique qu'on en donne, c'est que, dans un même nombre de jours, elles accompagnèrent Latone, du pays des Hyperboréens à Délos, quand elle se transforma en louve par crainte de Héra. »

— Livre VI, chapitre XXIX.
Plusieurs autres figures de l'Antiquité auraient été nourries par un animal : Cyrus le Grand, fondateur de l'Empire perse, allaité par une chienne ; Habis (en), roi de Tartessos, nourri par des bêtes sauvages, ainsi que par une chienne, une truie et une biche ; Télèphe, allaité par une biche.

## Postérité artistique

### Antiquité
Le « Miroir de Bolsena » étrusque présente une représentation de la louve et des jumeaux entourés de figures humaines et animales. Les différences d’interprétation ont empêché pratiquement tout consensus sur bon nombre de ses caractéristiques. Cela inclut son âge. Cependant, il est cohérent avec d'autres miroirs de ce type, fabriqués comme cadeaux de mariage, au IVe siècle av. J.-C. en Eurythrée, peut-être vers 330-340. La célèbre Louve du Capitole pourrait être d'origine étrusque ou latine ancienne. Mais, une découverte lors de sa restauration en 2000 et une datation au radiocarbone ont jeté le doute sur une origine ancienne.
Une stèle étrusque de Bologne, datée d'entre 350 et 400 av. J.-C., représente un animal, peut-être un loup, allaitant un seul nourrisson. En 269 av. J.-C., le didrachme en argent est la plus ancienne représentation de l'icône complète, avec la caractéristique « rotation de la tête de la louve » vers l'arrière et vers le bas chez les jumeaux.
La louve et ses jumeaux apparaissent sur ce qui pourrait être la première pièce d'argent jamais frappée à Rome.
L'imagerie distinctive de la louve et des jumeaux la rendait plus reconnaissable que d'autres symboles de la ville, tels que Roma, la divinité protectrice de la ville, ou l'aigle romaine. Cela s'est avéré utile à mesure que le monde romain s'est développé et que les symboles de Rome sont devenus plus importants pour maintenir l'unité. Au Ier siècle après J.-C., la louve était courante à Rome et dans les provinces. Elle et les jumeaux ont été représentés sur l'élaboré Ara Pacis, construit en l'honneur d'Auguste et dédié à Pax, la déesse de la paix.
Des pièces de monnaie avec leur représentation ont été frappées et largement diffusées. Elles ont également été produites dans les colonies romaines comme un moyen d'exprimer leur propre « romanité ». On a retrouvé la représentation de la louve et des jumeaux sur des objets personnels tels que des épées, des boucles, des lampes et des statuettes, ainsi que sur des monuments, des sols en mosaïque et des pierres funéraires datant du Ier siècle au IIIe siècle.
Sur le site romain d'Isurium Brigantum à Aldborough, a été découvert une mosaïque réalisée vers 300-400 ; elle est actuellement conservée au Leeds City Museum (en).

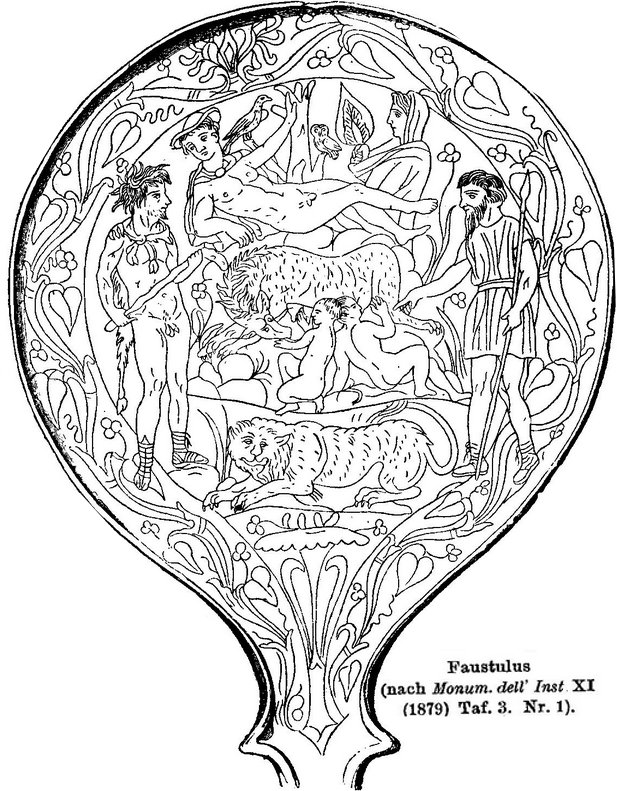
Miroir de Bolsena.
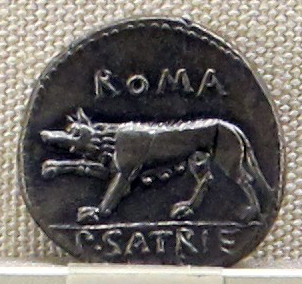
Louve sur une pièce de monnaie de la fin de la République romaine (vers 77 av. J.-C.)
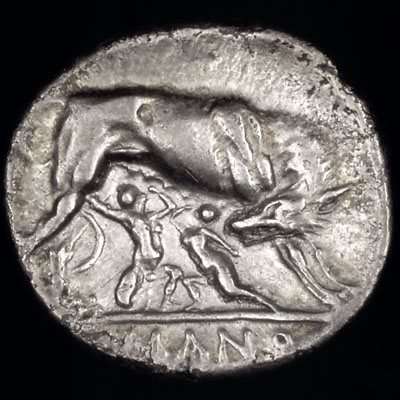
Didrachme ancien en argent
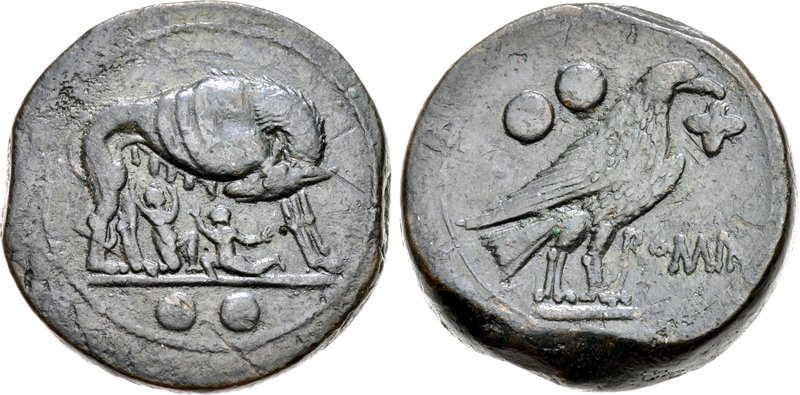
Sextans datant d'environ 215 av. J.-C.
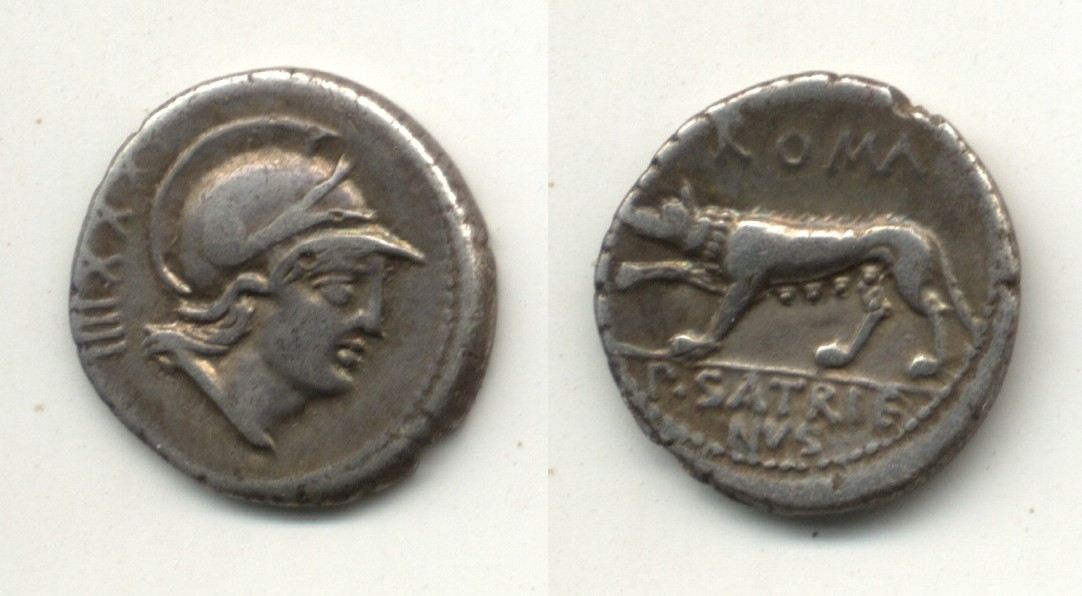
Louve sur une pièce de monnaie d'environ 77 av. J.-C. Avec la tête de Mars de l'autre côté.
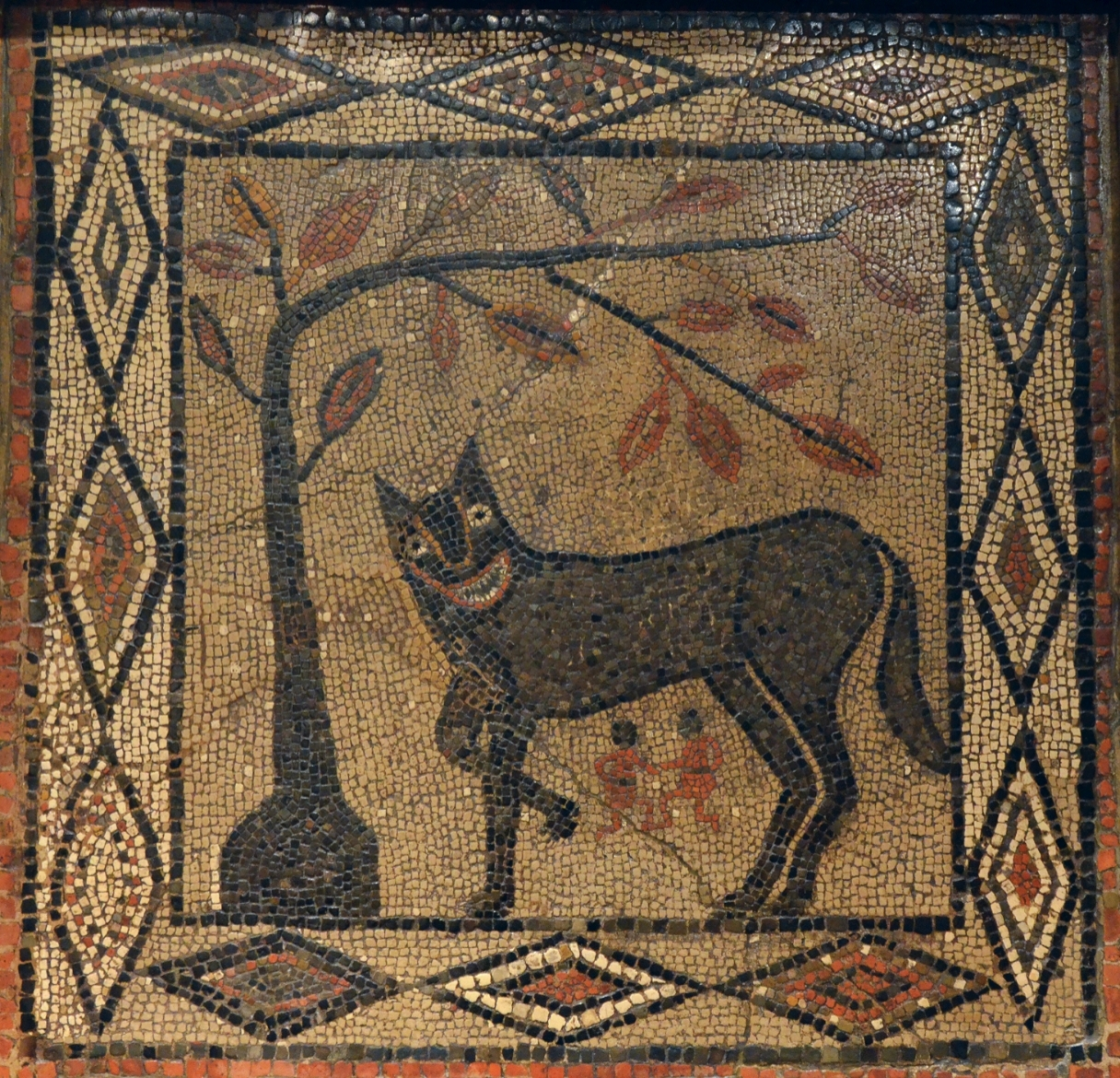
Mosaïque d'Isurium Brigantum, Leeds City Museum (en)

### Moyen Âge
Le Coffre des Francs, un coffre anglo-saxon richement sculpté du VIIIe au IXe siècle, probablement fabriqué en Northumbrie, présente la louve et les jumeaux, ainsi qu'un récit runique de l'histoire de Romulus et Remus. Un bractéate anglo-saxon trouvé à Undley (en) de la même période les figurent également. Les Byzantins ont continué à utiliser cette image, et des pièces de monnaie qui leur sont attribuées ont été retrouvées à divers endroits en Asie centrale, sur des sites situés dans l'actuel Tadjikistan et en Ouzbékistan, ainsi qu'une peinture murale sogdienne du VIIIe siècle représentant une louve, la tête tournée vers l'arrière et vers le bas, allaitant deux nourrissons.
Au XVe siècle, Jean Miélot traduit le Romuleon livre écrit en latin par Benvenuto da Imola entre 1361 et 1364, relatant l'histoire de la Rome antique. Un exemplaire enluminé de 1480 illustre notamment l'épisode de la louve.

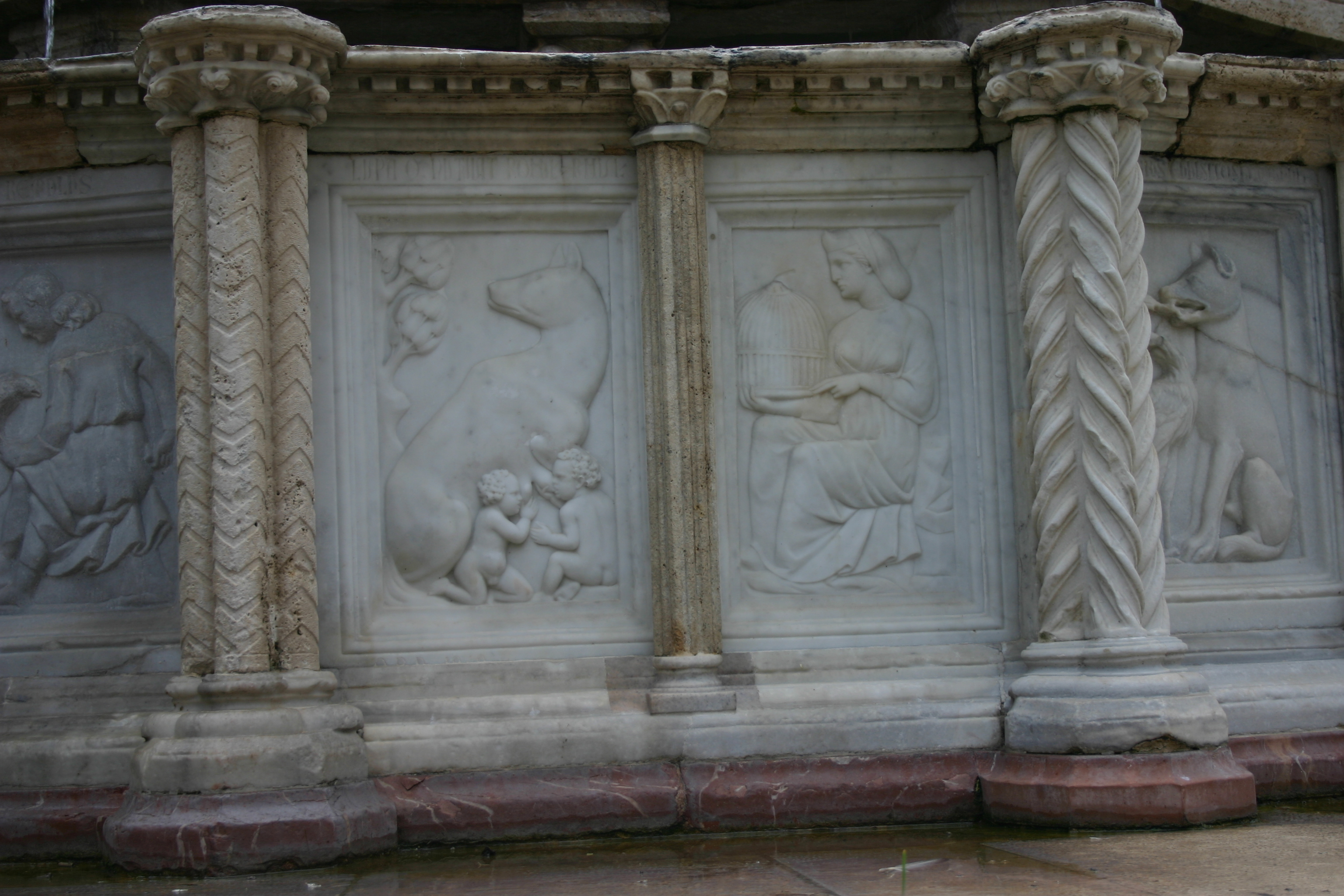
Réplique de la Fontana Maggiore de Pérouse, Nocolai et Giovanni Pisano (1275).
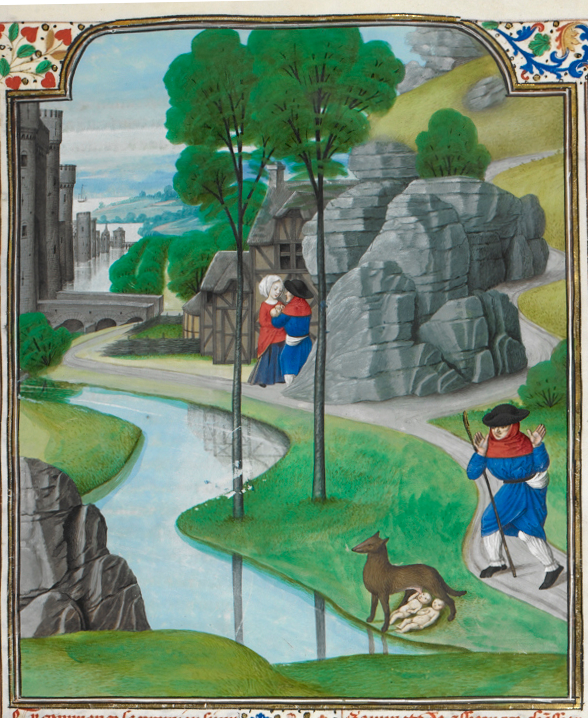
Romuléon de Jean Miélot, British Library (1480).

### Époque moderne

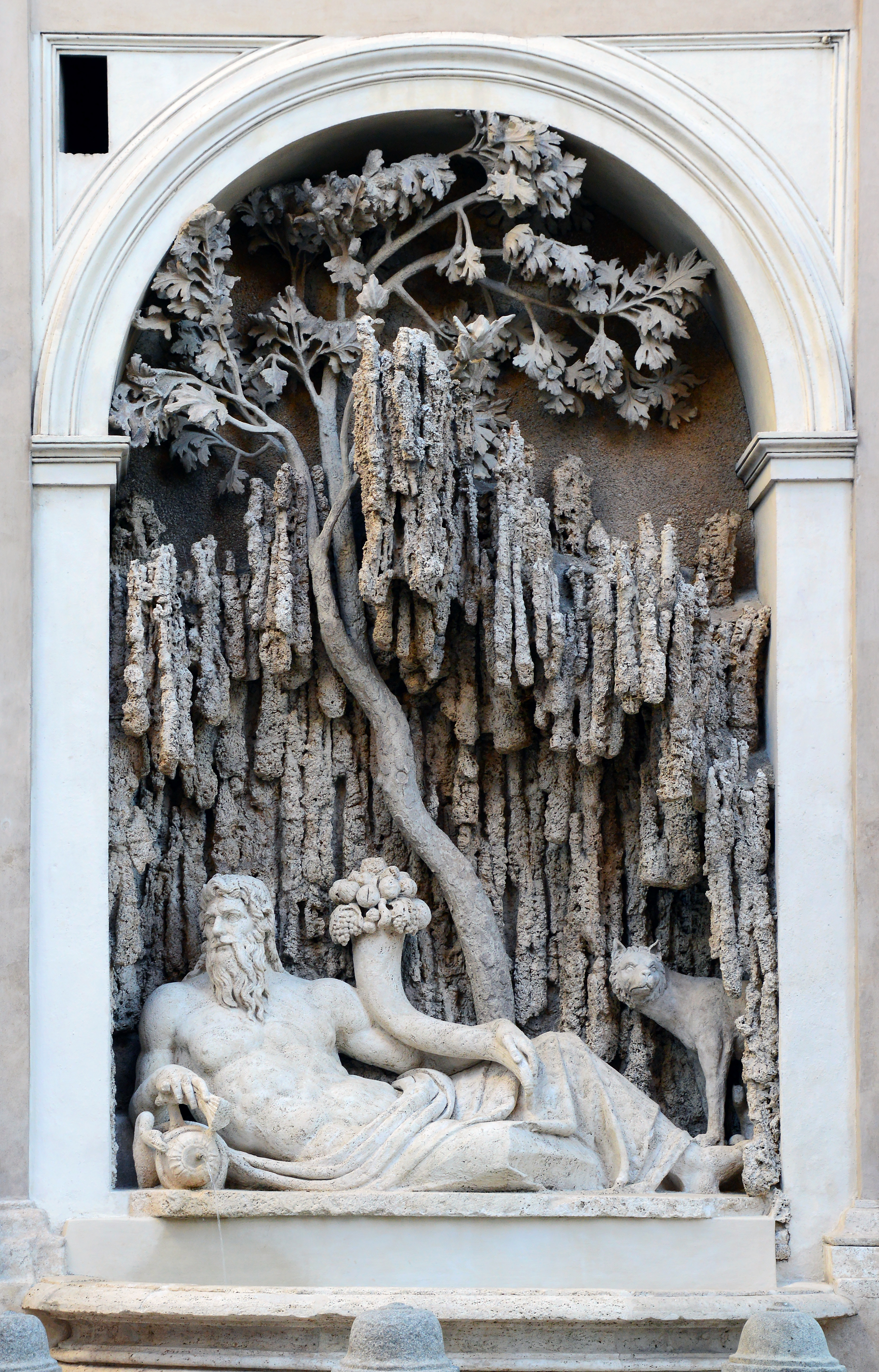
Le Tibre sur le Quattro Fontane de Muzio Mattei (it) et Domenico Fontana (fin du XVIe siècle), avec la louve à droite.
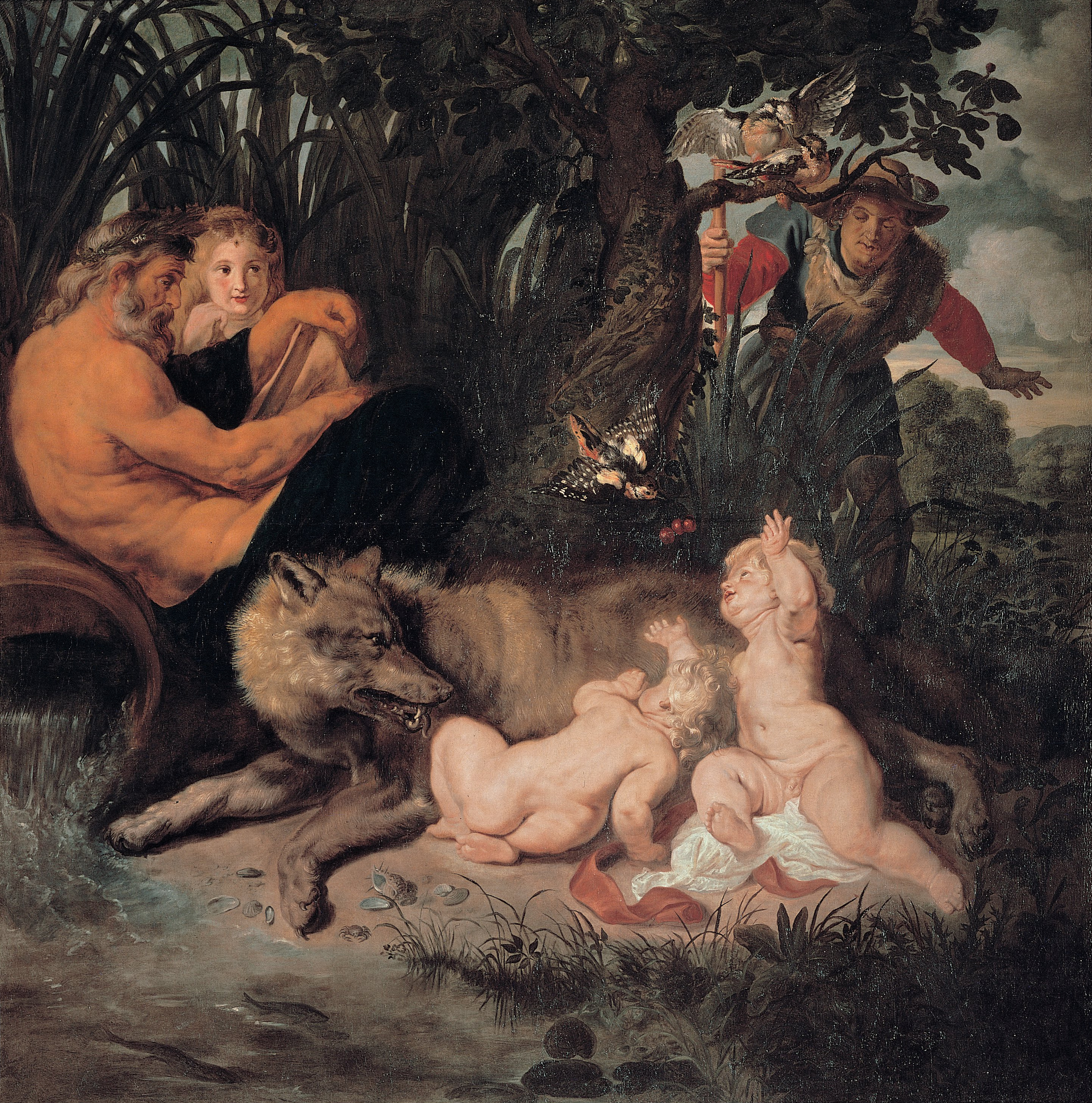
Romulus et Rémus, Pierre Paul Rubens (1616).
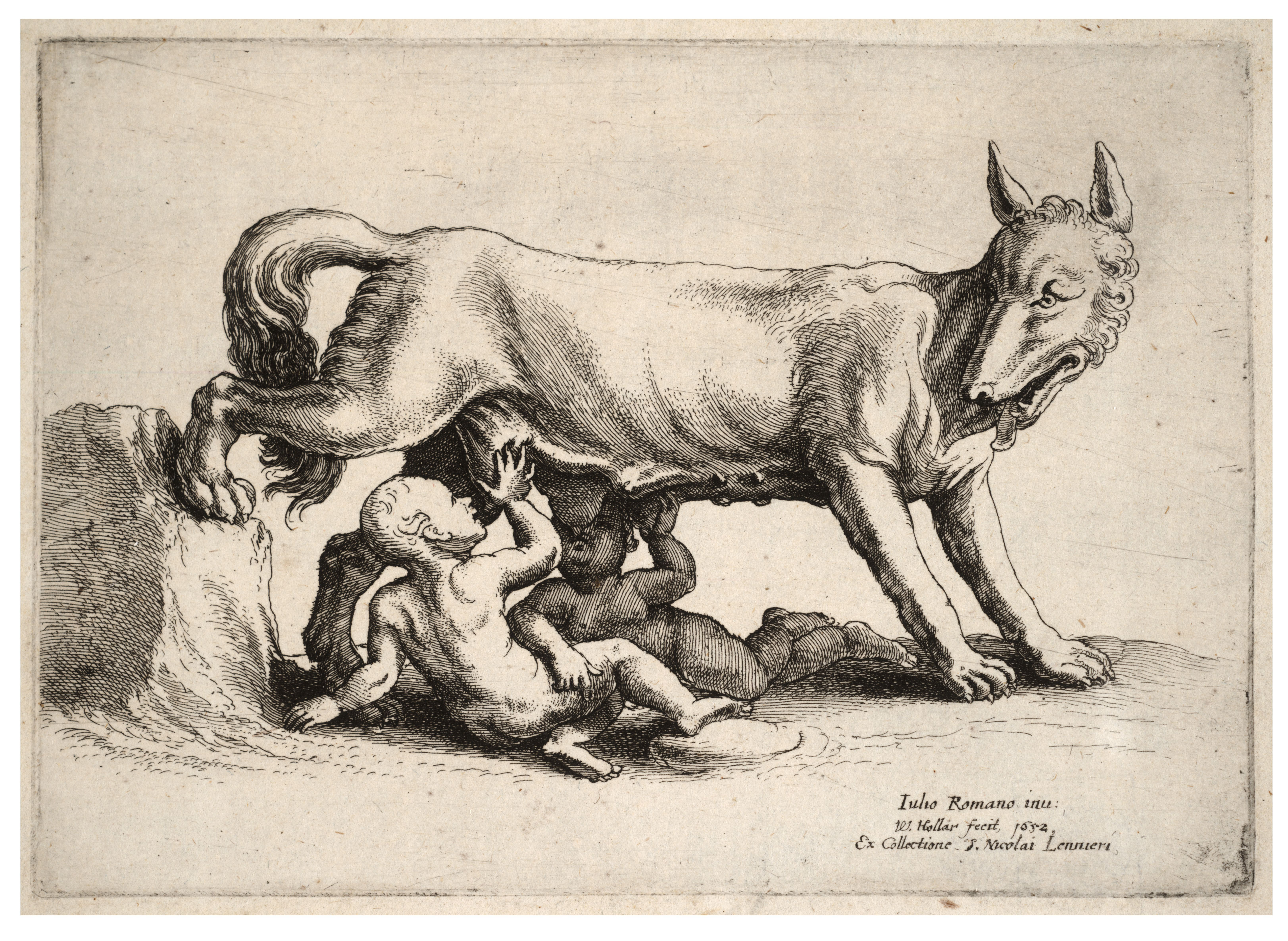
Romulus et Rémus Wenceslas Hollar d'après Giulio Romano.
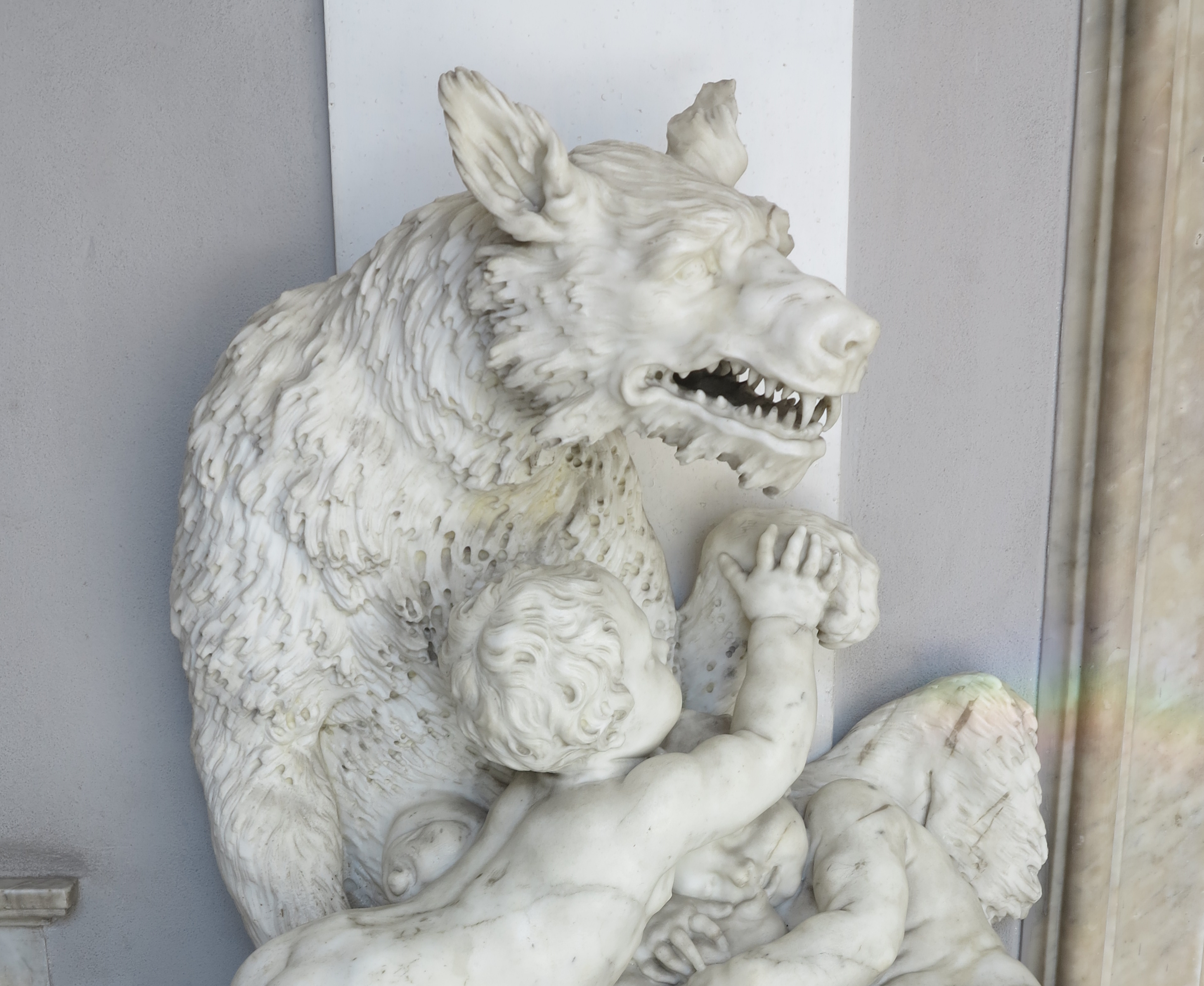
La Louve avec Romulus et Rémus, sculpture de Francesco Biggi et Domenico Parodi (it) au Palazzo Rosso de Gênes, Italie.
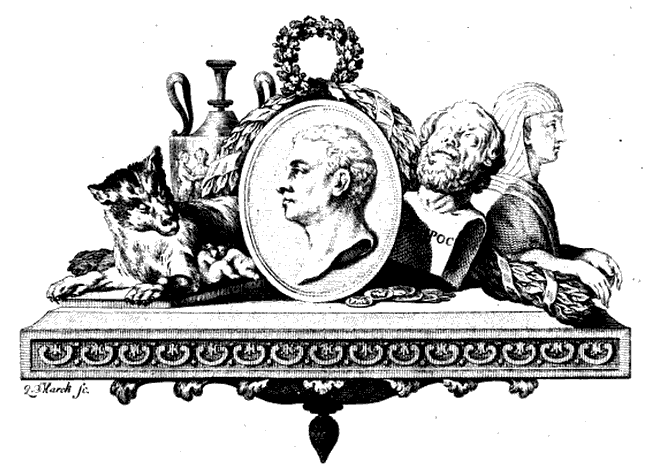
Figure sur la page de titre de Geschichte der Kunst des Alterhums Vol. 1 (1776) de Johann Joachim Winckelmann. Winckelmann fut un pionnier dans l’étude de l’art gréco-romain et de l'art de la Rome antique en particulier. Il est au centre, avec la louve qui allaite les jumeaux et Homère le plus proche de lui. Un sphinx et un vase étrusque sont à l'arrière-plan.

### Époque contemporaine
Solann chanteuse et compositrice française néo-folk, a sorti en 2023 sa chanson Rome (présente dans l'album EP Monstrueuse). Dans ses paroles, elle dit :
« je compte même plus les fois où on m’a traitée de chienne/
Mais c’est une chienne qui a élevé Rome,/
Les putes comme moi portent les rêves des hommes ».

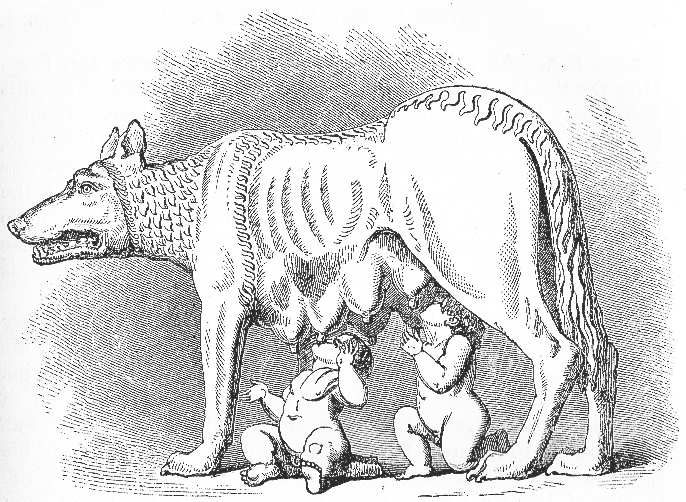
« Histoire de Rome », publié en 1860, par Henry Liddell, avec des illustrations de John Gardner Wilkinson.
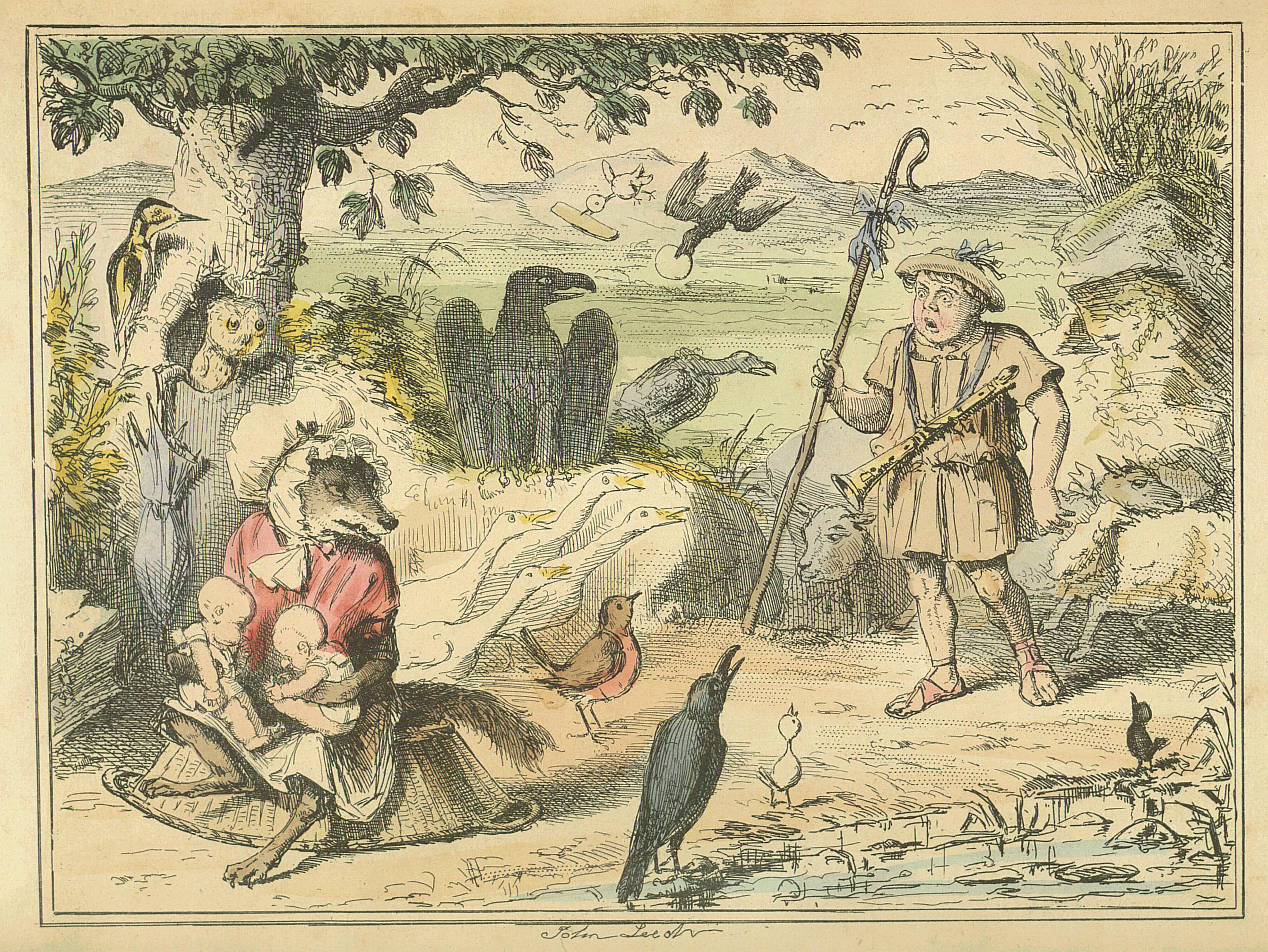
Histoire de Rome en bande dessinée, tableau 01, avec la louve et Picus le pivert au-dessus, John Leech (vers 1850).
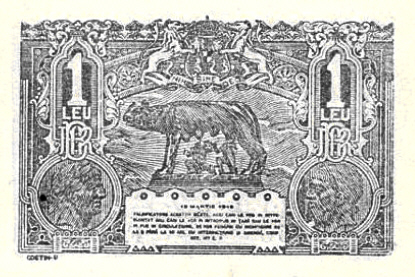
Billet de 1 leu roumain, 1915.
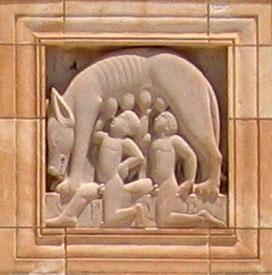
Romulus et Rémus des Dix Tribus, sculpteur Eric Gill (1932).
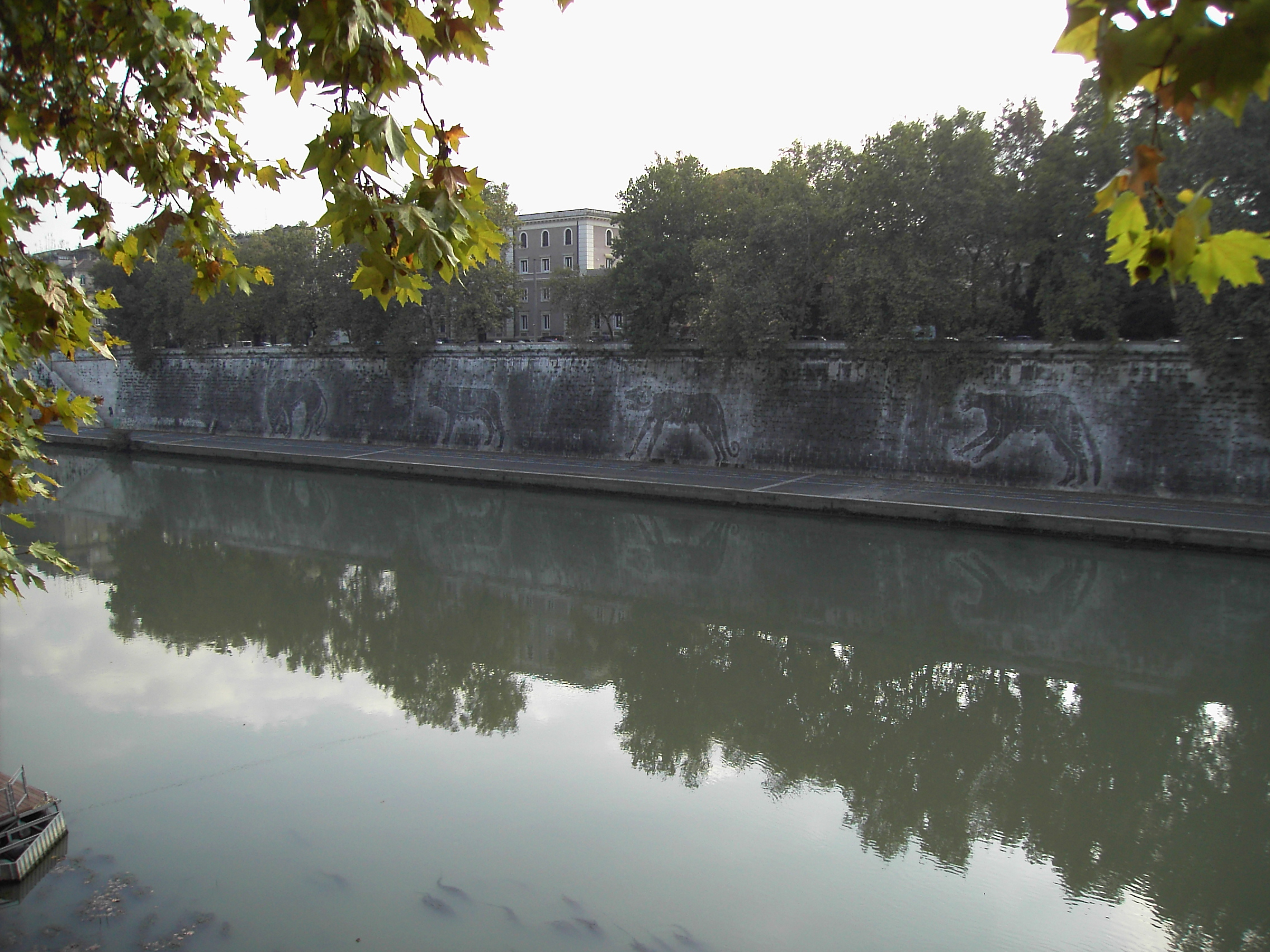
Louve sur les quais du Tibre.

## Usage comme emblème

### Sportif
Les clubs de football italiens AS Roma et ACN Sienne 1904 (jusqu'en 2020) utilisent l'imagerie dans leurs logos d'équipe respectifs.

### Louve de Sienne

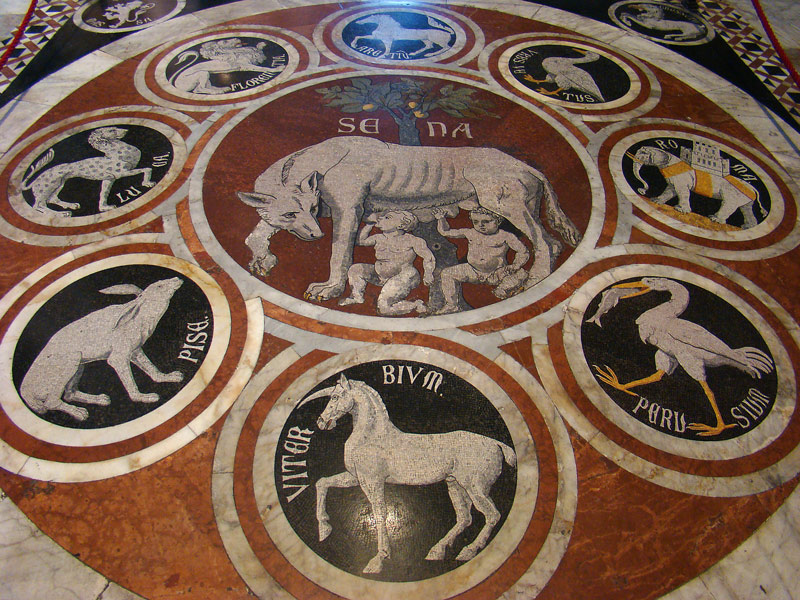
La Louve siennoise entourée des symboles des villes alliées, sur le pavement intérieur de la cathédrale de Sienne (vers 1372).

Les Siennois ont une légende traditionnelle selon laquelle la ville aurait été fondée par Senius et Aschius (en), un autre couple de jumeaux qui auraient également été allaités par une louve, la Lupa senese. Fils de Rémus, ils avaient fui Rome après sa mort des mains de leur oncle Romulus.

### Fascisme
Le gouvernement fasciste de Benito Mussolini a utilisé la louve comme symbole pendant qu'il était au pouvoir. Ainsi, les Fils de la louve (it), une des structures de l'Opera Nazionale Balilla, organisation de jeunesse mise en place en 1926, était dédiée aux enfants de 6 à 8 ans.

### Armoiries

Les armoiries de la famille basque Ariño de Navarre[26].
Les armoiries de la famille basque Artolaguirre de Donostia[26].
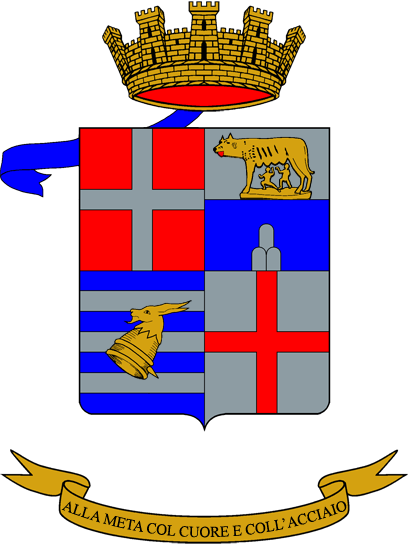
Les armoiries du 9e groupe d'artillerie de campagne automoteur (« Brennero ») de l'armée italienne.
Les armoiries de la commune de Caudebec-lès-Elbeuf, Normandie, France[27].
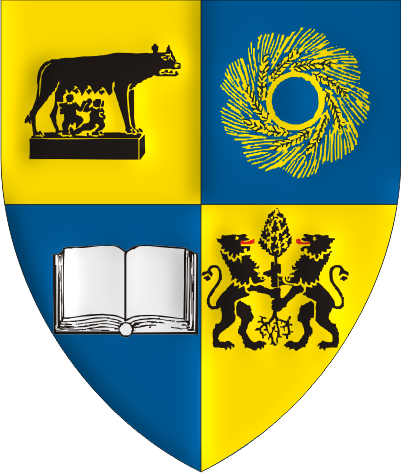
Les armoiries du département de Cluj, Roumanie[28].
L'emblème du chirurgien et obstétricien de Napoléon, le baron Antoine Dubois (1756–1837).
Les armoiries de la commune d'Estillac, Nouvelle-Aquitaine, France [29].
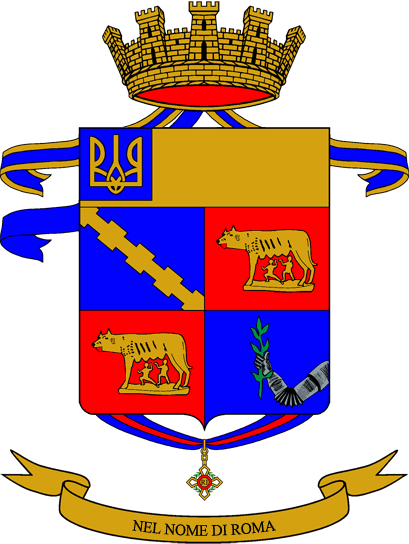
Les armoiries du 80e Régiment d'Infanterie de l'Armée Italienne.
Les armoiries de La Louvière, Wallonie, Belgique.

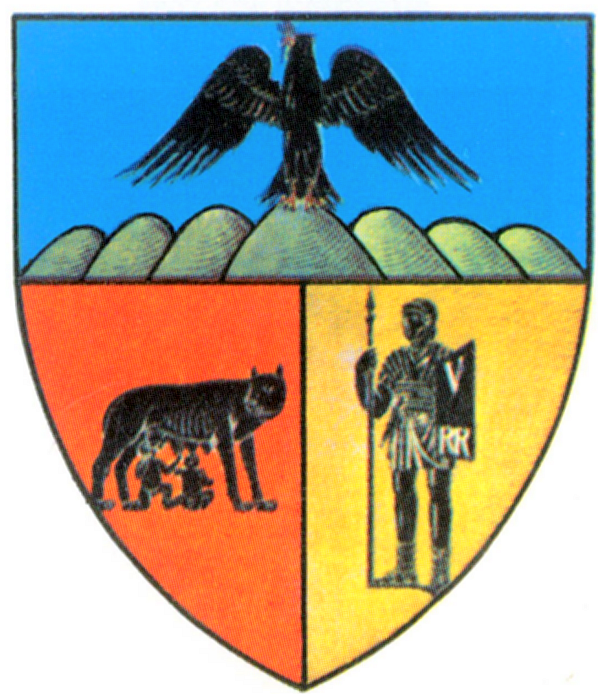
Les armoiries du comté de Năsăud (ro), Roumanie.
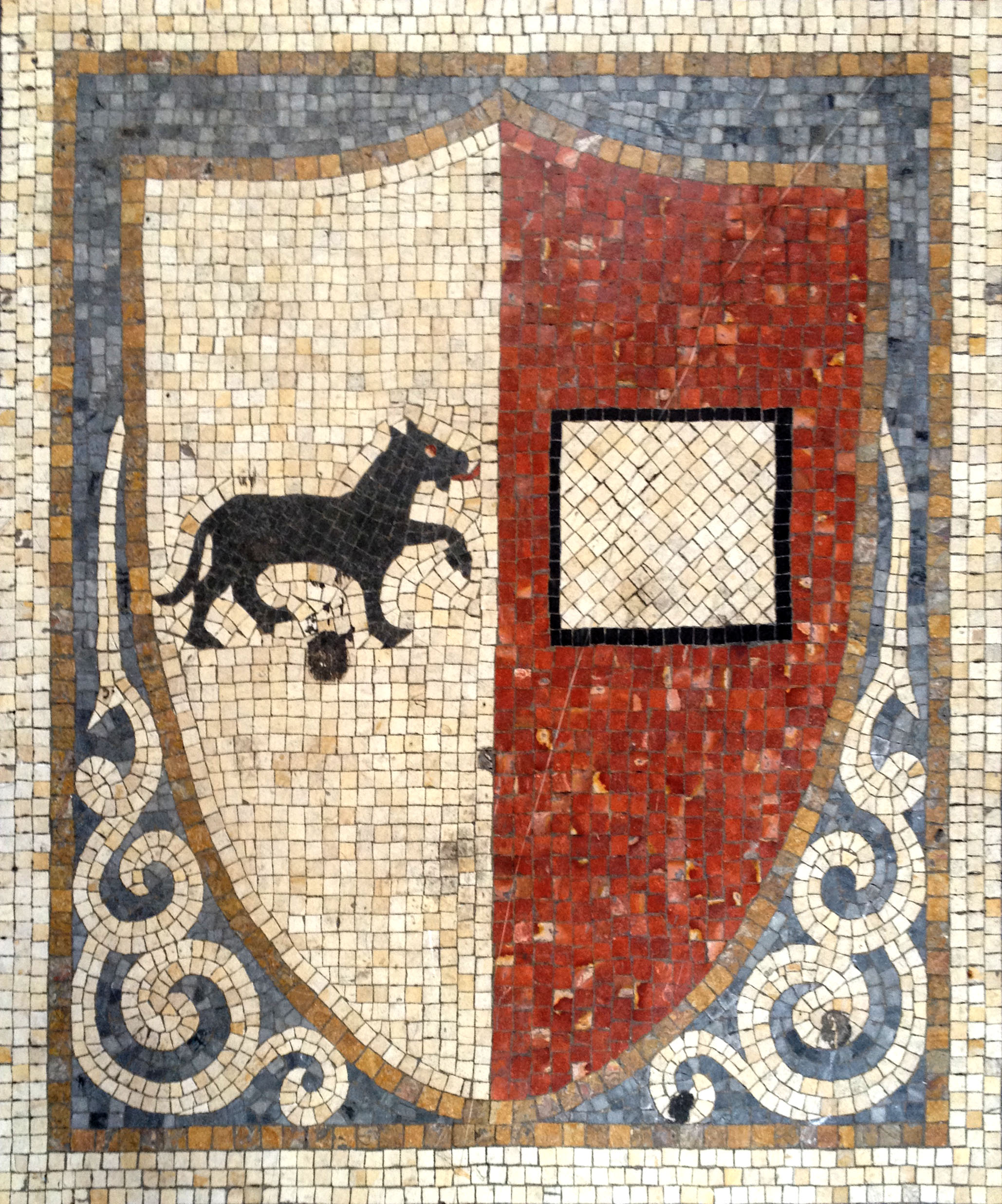
Anciennes armoiries de la ville de Plaisance, Émilie-Romagne, Italie.
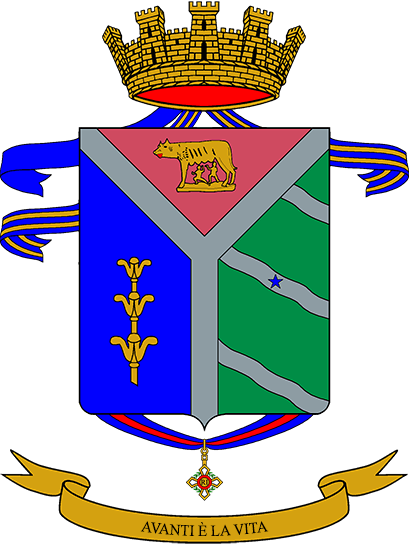
Les armoiries du 8° Régiment du Génie de l'Armée Italienne.
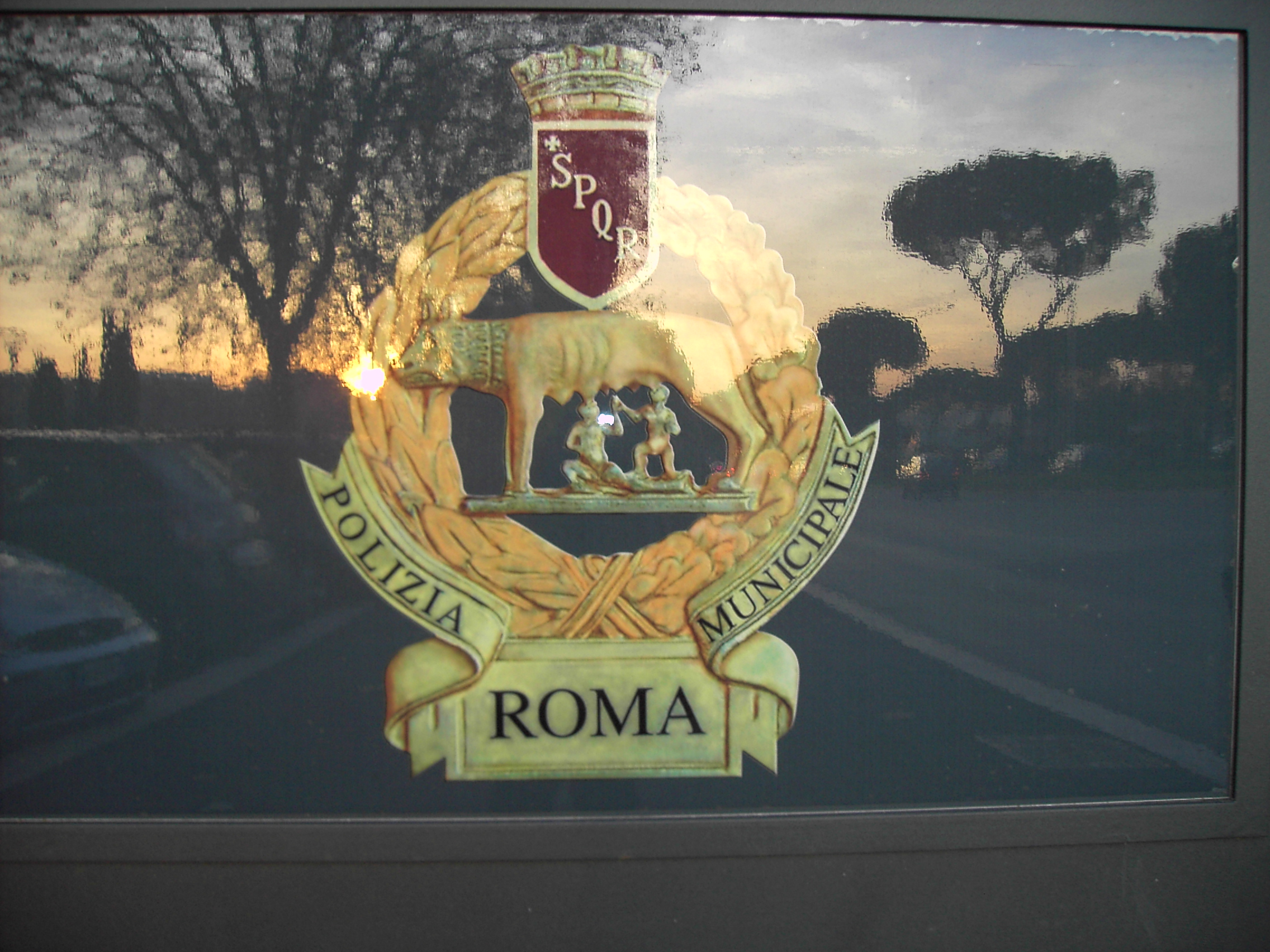
Emblème de la Police locale de Roma Capitale (it)[30].
Reconstitution des armoiries de Rome sous Napoléon.
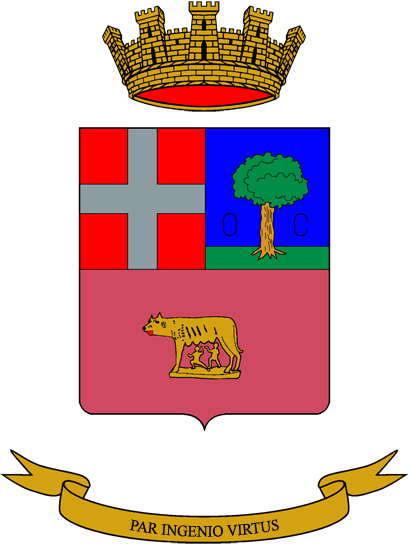
Armoiries de l'École d'ingénieurs de l'armée italienne (it).
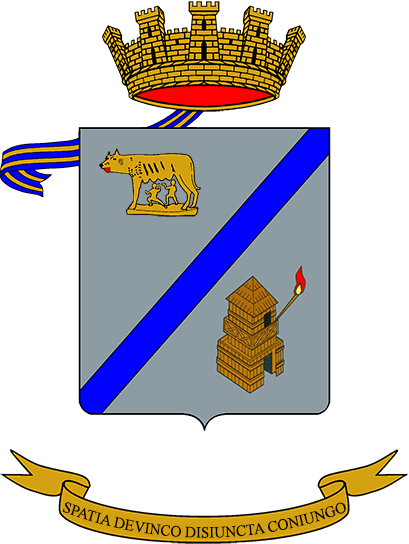
L'emblème de l'École de radiodiffusion et de technologie de l'information (it).
Armoiries de la commune de Villeloin-Coulangé, Centre-Val de Loire, France.